# Бучум (Бихор)
Бучум (рум. Bucium) насеље је у Румунији у округу Бихор у општини Чеика. Oпштина се налази на надморској висини од 174 m.

## Становништво
Према подацима из 2002. године у насељу је живело 269 становника, од којих су сви румунске националности.